# Capillana
Capillana (?-1549) va ser una dirigent del nord del Perú abans de l'arribada dels conqueridors espanyols.
Quan el conqueridor Francisco Pizarro va arribar al nord del Perú va enviar un grup d'homes a explorar la terra. Durant l'exploració van trobar-hi natius. Capillana i el seu poble no se'n refiaven de Pizarro i ell i els seus homes no se'n refiaven d'ella. Capillana va decidir fer el primer moviment i va qüestionar la masculinitat de Pizarro quan, vorejant el seu vaixell, li va dir que ella, una dona, era prou valenta de posar els peus en un vaixell així que ell, home i capità, no hauria de tenir por de posar els peus a terra ferma. L'endemà Pizarro va arribar a la costa, on va ser rebut amb una celebració per part de Capillana i el seu poble. Capillana i Pizarro van desenvolupar una relació molt propera, ella compartia informació valuosa amb ell i ell la tenia en gran estima.
Pizarro va intentar sense èxit convertir-la al cristianisme abans de la seva partida. No obstant, quan va aprendre castellà independetment, Capillana va decidir convertir-s'hi ella mateixa.
Quan el vaixell estava a punt de marxar un home, Pedro Alcon, havia desenvolupat una passió per Capillana, va declarar que no volia partir i que desitjava quedar-se a terra amb ella. Enlloc de deixar-lo lluitar, espasa en mà, fins a sortir de l'embarcació, la tripulació el va encadenar al vaixell.
A la Biblioteca Peruana del frares dominicans romàn un manuscrit de la seva feina. En aquest manuscrit Capillana havia dibuixat antics monuments peruans acompanyats d'una explicació història de cada monument, en llengua castellana. A més a més, el document també inclou representacions de múltiples plantes peruanes amb comentaris sobre les seves propietats i usos.